# Kunst im öffentlichen Raum in Hamburg-Ohlsdorf
Diese Liste von Kunst im öffentlichen Raum in Hamburg-Ohlsdorf enthält dauerhaft aufgestellte Kunstwerke auf dem Gebiet des Stadtteils Ohlsdorf der Freien und Hansestadt Hamburg, die sich im öffentlichen Raum befinden und von anerkannten Künstlern und Künstlerinnen geschaffen wurden. Viele dieser Kunstwerke sind durch das Programm Kunst am Bau (und dessen Folgeprogramme) gefördert oder mit öffentlichen Geldern angekauft worden, dies ist aber keine Voraussetzung für die Aufnahme. Ebenso mögen einige dieser Kunstwerke als Kulturdenkmal geschützt sein, aber auch das ist keine Voraussetzung für die Aufnahme in diese Liste.
Bauschmuck ist im Normalfall im Artikel über das Bauwerk darzustellen, und gehört nicht in diese Liste. Streetart kann Aufnahme in die Liste finden, wenn es zu dem konkreten Kunstwerk eine ausführliche Rezeption in der Kunstwissenschaft gibt und ein enzyklopädischer Artikel über die Streetart-Künstler oder -Künstlerin existiert oder vorstellbar wäre. Denkmäler, die an eine Person oder ein Ereignis erinnern, können in die Liste aufgenommen werden, wenn sie ob ihrer zumeist plastischen Gestaltung als Kunstwerk gelten können. Bei reinen Gedenktafeln ist das normalerweise nicht der Fall.
Basis der Zusammenstellung sind Datensätze der Hamburger Kulturbehörde von 2012 und 2018, eine Veröffentlichung der SAGA GWG von 2008, und verschiedene Veröffentlichungen von Kunsthistorikern zum Thema. Eine abschließende Liste von Literatur kann es nicht geben, jedoch ist für jeden Eintrag in die Liste ein konkreter Verweis auf eine amtliche Liste oder anerkannte Sekundärliteratur erforderlich.
Gestohlene oder zerstörte Kunstwerke, die ehemals in Hamburg-Ohlsdorf aufgestellt waren, sind in einer separaten Liste aufgeführt.

## Legende
- Lage: Nennt die nächstgelegene Straße und, wenn vorhanden und sinnvoll, das nächstgelegene Bauwerk (mit Hausnummer) oder das umgebende Gebiet (z. B. einen Park) und gibt nötigenfalls Hinweise zur genauen Lage. Darunter werden - wenn vorhanden - auch die Geo-Koordinaten und das Wikidata-Logo als Verweis auf das Wikidata-Objekt angegeben. Die Spalte ist nach der Adresse sortierbar.
- Künstler/in: Name des Künstlers oder der Künstlerin, die das Kunstwerk geschaffen haben, verlinkt mit dem Wikipedia-Artikel zur Person. Die Spalte ist nach dem Nachnamen sortierbar.
- Beschreibung: Kurzbeschreibung des Werks, immer zuerst: Werktitel (kursiv), dann möglichst Material, Stil, Größe, Dargestelltes, Art der Förderung
- Jahr: Jahr der Fertigstellung des Kunstwerkes, wenn unbekannt dann das Jahr der Aufstellung. Hier kann nur ein einziges Jahr angegeben werden, kein Zeitraum. Weitere zeitliche Details zur Schaffung des Kunstwerkes (von–bis) können in der Beschreibung angegeben werden.
- Quelle: Kulturbehörde, SAGA, Literatur, jeweils mit Fußnote. Diese Angabe ist für eine Aufnahme in die Liste verpflichtend.
- Bild: Bild des Kunstwerks, mit Link auf Commons-Kategorie wenn vorhanden

Hinweis: Die Grundsortierung der Liste erfolgt nach der Adresse. Die Liste ist alternativ nach Künstler, Werktitel, Datierung oder Quelle sortierbar.

## Liste
| Lage | Künstler                                                  | Beschreibung | Jahr      | Quelle        | Bild |  |
| --- | --------------------------------------------------------- | --- | --------- | ------------- | --- |  |
| Ballerstaedtweg 1 Schule Ballerstaedtweg, Giebelwand am Eingang | Anna Andersch                                             | Wandbild (Japanisches Spielzeug: Flitzbogen, Drachen, Lampion, Kreisel, Segelschiff) KaB                                                 | 1956      | Kulturbehörde | |  |
| Ballerstaedtweg 1 Schule Ballerstaedtweg, Pausenhof | Richard Steffen                                           | Lauschende KaB | 1960      | Kulturbehörde | |  |
| Ballerstaedtweg 1 Schule Ballerstaedtweg, Schulkinderkarten | Doris Kümmel                                              | Tauben Wandgestaltung, KaB | 1959      | Kulturbehörde | |  |
| Ballerstaedtweg 1 Schule Ballerstaedtweg, überdachter Verbindungshof | Vera Mohr-Möller                                          | Wassertiere Brunnenschale, KaB | 1956      | Kulturbehörde | |  |
| Feuerbergstraße 43 ehemalige Heimschule Feuerbergstraße, jetzt Kinder- und Jugendnotdienst, Treppenhaus Hinterhaus/Fachdienst Flüchtlinge                                       | Ingrid Sörensen                                           | Keramikrelief „Froschkönig“, KaB | 1980      | Kulturbehörde | |  |
| Friedhof Ohlsdorf nahe Ehrenmal für die Gefallenen des Zweiten Weltkriegs, Mittelallee zwischen Ida-Ehre-Allee und Linnestraße                                                  | Ricarda Wyrwol                                            | Finis vitae non amoris „Das Leben endet, die Liebe nicht“, Ankauf des Friedhofs, soll noch umplatziert werden, bürgerliche Denkmalkultur | 2008      | Kulturbehörde | weitere Bilder |  |
| Friedhof Ohlsdorf an Innenwänden der Gedenkhalle, Ehrenmal für die Gefallenen des Zweiten Weltkriegs/Gedenkstätte für die Gefallenen, Mittelallee Einmündung Linnestraße (Lage) | unbekannt (Franz Mikorey oder Architekt Robert Tischler?) | Steinrelief Trauernde Soldaten und Zivilisten, Auftraggeber Volksbund, Kriegerdenkmal                                                    | 1953      | Kulturbehörde | weitere Bilder |  |
| Friedhof Ohlsdorf am Westring nahe Mausoleum Baron von Schröder (Lage) | Hugo Lederer                                              | Das Schicksal Kunst im Stadtbild bis 1950, private Schenkung an Stadt                                                                    | 1905      | Kulturbehörde | weitere Bilder |  |
| Friedhof Ohlsdorf Umfahrt hinter Verwaltungsgebäude | Gerhard Marcks                                            | Prophet und Genius Künstler-Schenkung an Stadt 1972                                                                                      | 1961      | Kulturbehörde | weitere Bilder |  |
| Friedhof Ohlsdorf Talstraße gegenüber Krematorium/Bestattungsforum (Lage) | Heinz Jürgen Ruscheweyh                                   | KZ-Opfer Mahnmal vermutlich Direktauftrag Stadt, Opferdenkmal                                                                            | 1946–1949 | Kulturbehörde | weitere Bilder |  |
| Friedhof Ohlsdorf Kapelle 11, Eschenallee, westlicher Innenhof (Lage) | Theo Ortner                                               | zwei menschliche Gestalten auf Säule KaB                                                                                                 | 1951      | Kulturbehörde | weitere Bilder |  |
| Friedhof Ohlsdorf Kapelle 1, Kapellenstraße, Abschlussmauer Innenhof (Lage) | Nanette Lehmann                                           | Geburt – Mann – Weib – Tod Vier Buchstaben-Wandtafeln, KaB                                                                               | 1965      | Kulturbehörde | Bild gesucht Die Wikipedia wünscht sich an dieser Stelle ein Bild vom Ort mit diesen Koordinaten 53.62242 10.03848 . Motiv: Friedhof Ohlsdorf Falls du dabei helfen möchtest, erklärt die Anleitung , wie das geht. BW |  |
| Friedhof Ohlsdorf Gedenkstätte für Sturmflutopfer 1962, nördlich Mittelallee in Höhe Kapelle 12 (nahe Sorbusallee) (Lage)                                                       | Henning Hammond-Norden                                    | unbekannt Entwurf für zwei Gedenksteine mit 221 eingearbeiteten Namen von Flutopfern auf anderen Friedhöfen, Direktauftrag, Opferdenkmal | 2012      | Kulturbehörde | weitere Bilder |  |
| Friedhof Ohlsdorf Gedenkstätte für Sturmflutopfer 1962, nahe Sorbusallee zwischen Kirschenallee und Prökelmoorteich, nördlich Mittelallee in Höhe Kapelle 12 (Lage)             | Egon Lissow                                               | Durchbruch der Abdämmung KaB, Opferdenkmal                                                                                               | 1972      | Kulturbehörde | weitere Bilder |  |
| Friedhof Ohlsdorf Bombenopfer-Sammelgrab mit Mahnmal, zwischen Kirschenallee und Eichenallee, Nähe Kapelle 13, nördlich Mittelallee (Lage)                                      | Gerhard Marcks                                            | Mahnmal für die Opfer des Bombenkrieges (Hamburger Feuersturm 1943) KaB, Opferdenkmal                                                    | 1947–1952 | Kulturbehörde | weitere Bilder |  |
| Friedhof Ohlsdorf Krematorium Ohlsdorf, ehemalige Halle C, jetzt noch Südfenster im Vorraum der Fritz-Schumacher-Halle und Fenster im Kolumbarium (ehemalige Halle A)           | Alfred Mahlau                                             | Glasfenster Menge unbekannt, 20 kleine Fenster im Kolumbarium, KaB                                                                       | 1952      | Kulturbehörde | weitere Bilder |  |
| Im grünen Grunde 1 Regionalbad Ohlsdorf, Planschbecken Außenbereich (Lage) | Hans Martin Ruwoldt                                       | Drei Seehunde Kunst im Stadtbild bis 1950                                                                                                | 1928?     | Kulturbehörde | Bild gesucht Die Wikipedia wünscht sich an dieser Stelle ein Bild vom Ort mit diesen Koordinaten 53.62127 10.0289 . Motiv: Im grünen Grunde 1 Falls du dabei helfen möchtest, erklärt die Anleitung , wie das geht. BW |  |
| Schluchtweg 1 Albert-Schweitzer-Schule, Innengarten, einsehbar von Sekretariatsgang (Lage)                                                                                      | Ursula Querner                                            | Kranich KaB | 1953      | Kulturbehörde | Bild gesucht Die Wikipedia wünscht sich an dieser Stelle ein Bild vom Ort mit diesen Koordinaten 53.63257 10.04786 . Motiv: Schluchtweg 1 Falls du dabei helfen möchtest, erklärt die Anleitung , wie das geht. BW     |  |
| Struckholt 27 Albert-Schweitzer-Gymnasium, Eingangshalle (Lage) | Gabriele Stock-Schmilinsky                                | Der Fuchs und der Rabe KaB | 1955      | Kulturbehörde | Bild gesucht Die Wikipedia wünscht sich an dieser Stelle ein Bild vom Ort mit diesen Koordinaten 53.62813 10.03138 . Motiv: Struckholt 27 Falls du dabei helfen möchtest, erklärt die Anleitung , wie das geht. BW     |  |